# Кация, Константин Анатольевич
Константин Анатольевич Кация (род. Абхазская ССР) — член Правительства Республики Абхазия; с 23 мая 2007 — Председатель Государственного комитета по управлению государственным имуществом и приватизации.

## Биография
23 мая 2007 года указом президента Абхазии Сергей Багапша назначен Председателем Государственного комитета по управлению государственным имуществом и приватизации Республики Абхазия.
От лица Госкомитета опроверг заявления СМИ о том, что бывшему мэру Москвы Юрию Лужкову принадлежат в Абхазии крупные объекты недвижимости.